# Deadly Buda

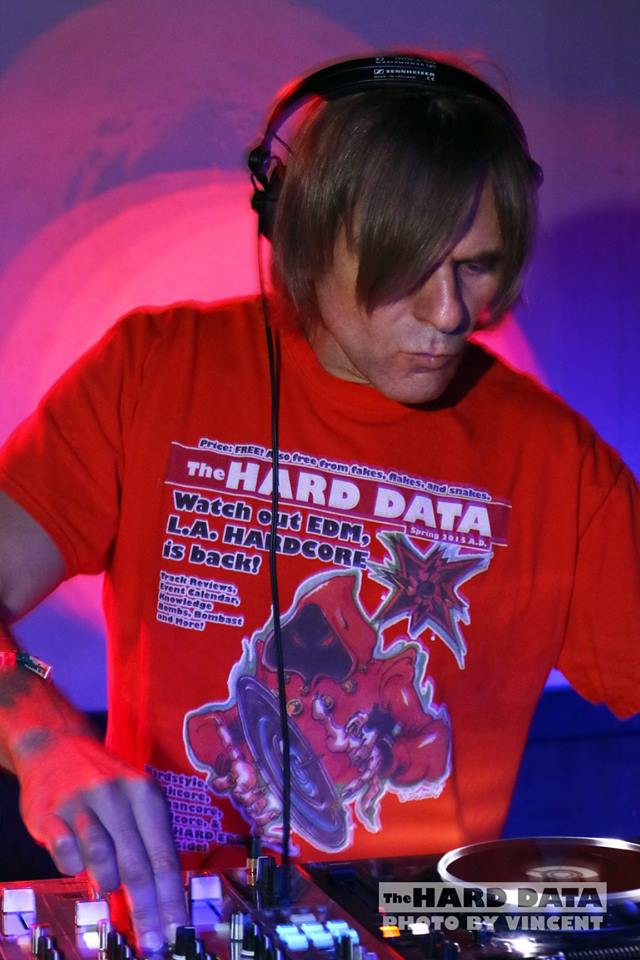
Deadly Buda, LA, 2016

Deadly Buda (eigentlich: Joel Bevacqua) ist ein US-amerikanischer Rave-DJ, Musikproduzent und Graffiti-Künstler. Er gilt als Pionier der Graffiti und des Raves. Die beiden Autoren Roger Gastman und Caleb Neelon bezeichnen ihn in ihrem Standardwerk The History of American Graffiti als ersten Graffiti-Superstar in Pittsburgh und als Erfinder des „monster rock style“ (großformatige Druckbuchstaben). 1991 war er einer der Mitbegründer der Rave-Szene in Pittsburgh.
Sein Track King of Style wurde in der Hip-Hop-Dokumentation Style Wars verwendet. Er wird im Buch „Spraycan Art“ ISBN 0-500-27469-X erwähnt. Er ist Botschafter für die Musikplattform Musicoin. Ein Teil seiner Techno-Plattensammlung wurde 2005 in die US Library of Congress: Motion Picture, Broadcasting and Recorded Sound Division aufgenommen.

## Leben

### Graffiti
1985 gab sich Joel Bevacqua den Tag „Buda“, nachdem er an seiner Junior High School für ein Referat über Buddhismus recherchierte. Die Graffiti-Kunst brachte er sich auf Fahrten nach New York bei, wo er an Henry Chalfants Studio in der Grand Street von Künstlern wie Tracy 168 und T Kid 170 lernte. Statt seinen Idolen nachzueifern begann er zu experimentieren und entwickelte er einen Style, den er als „Monster Rock“ bezeichnete (im Graffiti bezeichnet der „Rock“ einen einzelnen Buchstaben). Er adaptierte den New Yorker Stil, die Tags als 3D-Grafiken erscheinen zu lassen. Allerdings ließen alle Writer den 3D-Stil so erscheinen, dass die Buchstaben im Block meist, auch beim Wildstyle, aus einer Richtung kamen. Buda versuchte den 3D-Effekt so zu brechen, dass die Buchstaben in Bewegung zu sein scheinen. Um seinen Stil zu etablieren, gründete er auch die Crew Badassest.
Henry Chalfant und James Pigoff nahmen eines seiner Pieces in ihr Buch Spraycan Art auf und machten den Stil so bekannt. Der Stil wurde rasch weltweit adaptiert und machte Buda in der Graffiti-Szene bekannt.

### DJing und Rave
Nach einer kurzen Punk-Phase, während der er auch in einer Band namens Citizen Pain sang, begeisterte sich Bevacqua ab Mitte der 1980er für die Hip-Hop-Kultur und begann mit dem Scratchen. Ein Nachbar, der Disco-DJ war, brachte ihm die notwendigen Handgriffe bei. Schon in der Graffiti-Szene bekannt, setzte er, ähnlich wie Grandmaster Flash, einen Begriff aus dem Kung-Fu hinzu, das „deadly“ (tödlich). Mit der Zeit wandte er sich mehr dem Techno beziehungsweise dem Rave zu.
Seinen ersten Auftritt als DJ hatte er am 13. Dezember 1991 in West View, Pennsylvania, wo er sich mit DJ Controlled Weirdness ein Deck teilte. Mit ihm gründete er die Produktions-Crew Hear to Go. 1992 eröffnete er ein Geschäft für Rave-Platten namens Turbo-Zen Records.
Seine Musik bringt Deadly Buda über verschiedene Labels wie Sounds, Praxis, Level 2, Mokum, Atomic Hardcore und sein eigenes Label Deadly Systems heraus.

### Als Autor
In den 1990ern begann Deadly Buda in diversen Fanzines zu schreiben, so für das Fanzine Under One Sky aus Brooklyn, das von Heather Heart herausgegeben wurde. Eines seiner Zitate verwendete Charles Aaron 1994 in einer Review-Sektion des populären SPIN-Magazines. Viele seiner Artikel wurden auch in anderen Fanzines veröffentlicht, so im Slurp!, Alien Underground (heute datacide, Vereinigtes Königreich), Massive Magazine (Milwaukee), Streetsounds (Kanada), dem deutschen Raveline, Freebase (Los Angeles) und Now!? (Pittsburgh). Sein bekanntester Artikel war The Morphing Culture für die erste Ausgabe des Alien Underground, indem er den sogenannten Morph Beat vorstellte.
Auch heute ist er ein populärer Autor, der auch in Mainstream-Medien wie dem LA Weekly über elektronische Musik berichtet. Sein eigenes Fanzine The Hard Data erscheint seit 2015 sowohl online als auch als Printausgabe.
2017 veröffentlichte er einen DJ Mix als Blockchain für Musicoin.

## Diskografie

### Alben und Mixtapes
- 1997: Universal Dynamo (DJ-Mix-CD, Deadly Systems)
- 1998: Reversed Engineered  (DJ-Mix-CD, Deadly Systems)
- Unbekanntes Jahr: Evil Bleepcore (MC, Dr. Freecloud's Mixing Lab)
- Unbekanntes Jahr: Porno Beat 2000 (MC, Sole Unlimited)
- Unbekanntes Jahr: Devastating Sonic Badness  (MC, Dr. Freecloud's Mixing Lab)
- Unbekanntes Jahr: Fuckin’ Harder Than the Devil Himself (MC, Eigenproduktion)
- Unbekanntes Jahr: Deadly Buda’s Greatest Hits (2CDr, Deadly Systems)
- Unbekanntes Jahr: Situations (MC, Eigenproduktion)
- Unbekanntes Jahr: Buda E.P.K. (CDr, Deadly Systems)

### Singles
- 1995: Morph Beat (Praxis)
- 1996: Themes for Androgenous Superheroes (Deadly Systems)
- 1996: Venus Delta (mit The Superstars of Death, Fukem)
- 1998: Domestic Terror Sampler (mit Ron D Core, Atomic Hardcore Recordings)
- Unbekanntes Jahr: Playing Echoes in Your Head (Deadly Systems)

### Samplerbeiträge
- 1994: Nirvana Trail auf  Paraphysical Cybertronics - Volume One (Praxis)
- 1995: The Gods Must Be Crazy auf Neighbors (Sounds)
- 1996: Beats Upon Your Brain auf Fxxxking Hardcore #5 (Mokum Records)
- 1997: Deadly Hip Hop Gangsters auf Biomechanik Vol. 2 (Level 2)
- 1997: This Style Is Terrific auf Dead by Dawn (Praxis)
- 1997: Deadly Deeds auf Choonz and Warez (Iron Feather Journal)
- 2001: Lotus Dakinis auf Lieder aus dem kinderland (Appareil)
- 2001: Beats Upon Your Brain auf Mega Hardcore Chapter#1 (Wagram Music)
- 2013: Rhythm of Death auf 20 Years of Praxis (Praxis)
- 2017: King of Style auf ISR25 - No Tears for the Dead (Industrial Strength Records)